# Edvard Engelbert Neovius
Edvard Engelbert Neovius, född 7 februari 1823 i Helsingfors, död där 25 oktober 1888, var en finländsk matematiker. Han var bror till Frithiof Neovius och var gift med Elise Gustava Krogius, dotter till häradshövding Lars Gabriel Krogius och Amalia von Numers. Han var far till Viktor Adlolf Neovius, Lars Nevanlinna, Edvard Rudolf Neovius, överstelöjtnant Axel Georg Neovius och Otto Nevanlinna.
Neovius var lärare i matematik (och astronomi) vid Finska kadettkåren 1845–85. Han skrev läroböcker och vetenskapliga uppsatser i matematik. I broschyren Vår tids största uppgift (1875, översatt till ryska och franska) framkastade han tanken på en optisk förbindelse med (de då förmodade) invånarna på Mars, vilket företags fysikaliska och ekonomiska möjligheter han försökte åskådliggöra.
Han anses ha bidragit till metersystemets antagande i Finland.